# Лулу Графіті
«Лулу Графіті» («Loulou Graffiti») — французька драматична кінокомедія 1992 року, знята режисером Крістіаном Лежале.

## Сюжет
Жюльєтта, кинута коханцем і звільнена. І все це сталося в один день. Але вона знайомиться з Лулу Граффіті, пустотливим і кмітливим маленьким хлопчиком, який знайомий з Піко — злодієм, поетом, шукачем пригод. Жюльєтта дізнається, що її колишній начальник у неї вкрав ідею керованого на відстані вертольота, оснащеного маленькою відеокамерою. Вона зрозуміла, що бос її звільнив, щоб приписати собі її ідею. За допомогою Лулу і Піко, вона вирішує повернути свій винахід…

## У ролях
- Анемон: Жюльєтта
- Жан Рено: Піко ля Лун
- Ян Ванкойлі: Лулу Графіті
- Жан Бенгігі: комісар Блок
- Ів Лекок: містер Костандьє
- Патрік Тімсі: Бернар
- Мусс Діуф: Там-Там
- П'єр Осседат: Бошатон
- Роже Дюма: Де Мірмон
- Дельфіна Річ: двірник
- Ролан Бланш: священик
- Бернар Деран: Дюплессі
- Жак Росні: директор
- Патріс Меленек: приймач
- Тьєррі Рей: Анрі
- Раймон Меньє: Сен-П'єр
- Жорж Обер: друкар
- Едіт Верн: Грезіль
- Вілфред Бенаїш: охоронець Джауенн
- Буджемаа Ахабзіз: художник

## Знімальна група
- Режисер: Крістіан Лежале
- Сценарій: Крістіан Лежале
- Продюсер: Ксав'є Желен, Стефані Марсіль
- Оператор: Лоран Даян
- Композитор: Айван Кассар
- Монтаж: Моніка Прім